# Black Daisy
Black Daisy es un grupo irlandés que representó a Irlanda en el Festival de la Canción de Eurovisión 2009 junto a la cantante Sinéad Mulvey.

## Biografía
La banda es originaria de Dublín y cuenta con tres miembros: Lesley-Ann Halvey, Asta Milleriene y Nicole Billings. Steff Caffrey dejó la banda en 2008.

## Eurovisión
Black Daisy representó a Irlanda en el Festival de la Canción de Eurovisión 2009 junto a Sinéad Mulvey con la canción Et Ceterá.